# Eudiaptomus formosus
Eudiaptomus formosus is een eenoogkreeftjessoort uit de familie van de Diaptomidae. De wetenschappelijke naam van de soort is voor het eerst geldig gepubliceerd in 1928 door Kikuchi K..